# Інютін Георгій Андрійович
Інютін Георгій Андрійович (нар. 10 листопада 1938) — український астроном, лауреат Державної премії.

## Біографія
1938 року народився в місті Кизляр.
1963 року закінчив Харківський політехнічний інститут.
1981 року здобув ступінь кандидата технічних наук за темою дисертації «Дослідження і розробка приймальних та передаючих антен короткохвильового діапазону».

## Нагороди та визнання
1997 році отримав Державну премію України в галузі науки і техніки за участь в циклі праць «Розробка принципів наддалекої низькочастотної інтерферометрії, створення української мережі радіоінтерферометрів для космічних досліджень і спостереження на ній».